# Tony Southgate
Tony Southgate, född 25 maj 1940 i Coventry, är en brittisk ingenjör och racerbilkonstruktör. Han har arbetat för tillverkare som Lola Cars, British Racing Motors och Shadow Racing Cars. Southgate var även medgrundare till formel 1-stallet Arrows.